# 이종명 (1959년)
이종명(李鍾明, 1959년 8월 8일~)은 대한민국 예비역 육군 대령 출신의 전직 제20대 국회의원으로 미래한국당 당무위원 등을 지낸 이이다.
중령으로 복무하던 2000년에 DMZ에서 전우를 구하기 위해 수색 작전을 펴던 도중 지뢰에 다리를 잃었으나, 작전 중 장애인이 된 군인은 현역부적합 전역대상에서 제외하는 규정이 존재한 덕분에 군 생활을 이어갔고 2005년 대령으로 진급했다. 이후 합동군사대학교 지상작전 교관으로 10년간 대령으로 복무하다가 제대했다.

## 학력
- 1972년 청도매전국민학교 졸업
- 1975년 매전중학교 졸업
- 1978년 달성고등학교 졸업
- 1983년 육군사관학교 39기 학사
- 1990년 육군보병학교 졸업
- 2006년 충남대학교 평화안보대학원 군사학과 사회과학 석사

## 경력
- 2020년 2월 ~ 2020년 5월: 제20대 국회의원 (비례대표/미래한국당)
- 2019년 2월 ~ 2020년 2월 : 자유한국당 북핵외교안보특별위원회 위원
- 2018년 10월 ~ 2019년 2월: 자유한국당 남북군사합의검증특별위원회 위원
- 2018년 7월 ~ 2020년 5월: 제20대 국회 후반기 국방위원회 위원
- 2018년 7월 ~ 2020년 5월: 제20대 국회 후반기 여성가족위원회 위원
- 자유한국당 이철우 경상북도지사 후보 선거대책위원회 선대부위원장
- 2017년 9월 ~ 2018년 6월 : 자유한국당 북핵위기대응특별위원회 위원
- 2017년 2월 ~ 2017년 6월: 제20대 국회 남북관계개선 특별위원회 간사
- 2017년 2월 ~ 2020년 2월: 제20대 국회의원 (비례대표/자유한국당)
- 2016년 6월 ~ 2018년 5월: 제20대 국회 전반기 윤리특별위원회 위원
- 2016년 6월 ~ 2018년 5월: 제20대 국회 전반기 국방위원회 위원
- 2016년 5월 ~ 2017년 2월: 제20대 국회의원 (비례대표/새누리당)
- 2016년 ~ : 이종명리더십사관학교 대표
- 2015년 : 합동군사대학교 명예교수
- 2011년 ~ 2015년: 합동군사대학 교관
- 2005년: 육군 대령 진급
- 2002년 ~ 2011년: 육군대학 교관
- 1997년 ~ 2000년: 대한민국 육군 제1보병사단 수색대대장
- 1983년:  대한민국 육군 소위 임관

## 수상
- 2016년 자랑스러운 육사인상
- 2015년 제67회 국군의 날 기념식 대통령 표창
- 2002년 제1회 참군인대상(책임)
- 2001년 제1회 올해의 육사인상
- 2000년 보국훈장 삼일장

## 논란

### 세비반납 공약 파기 논란
2016년 4월 13일 치러진 국회의원 선거에 출마한 현 이종명 의원등 당시 새누리당 소속 후보자 40명은 국민을 상대로 조건부 세비 반납 약속을 했다.
이들은 갑을개혁, 일자리규제개혁, 청년독립, 4050자유학기제, 마더센터 등 대한민국을 위한 5대 개혁과제를 2017년 5월 31일까지 이행하지 못하면 1년치 세비를 국가에 기부 형태로 반납하겠다고 공언하였으며 .계약서를 작성하고“우리는 ‘대한민국과의 계약’에 서약합니다”라며 “서명일로부터 1년 후인 2017년 5월31일에도 5대 개혁과제가 이행되지 않을 경우, 새누리당 국회의원으로서 1년치 세비를 국가에 기부 형태로 반납할 것임을 엄숙히 서약합니다”라고 썼다. 거기다가 신문에 전면광고를 내고 이 광고를 1년간 보관해달라고 하였다. 이 약속에 이름을 올린 당시 후보는 40명이다. 이들 중 당선자는 27명(강석호, 강효상, 김광림, 김명연, 김무성, 김성태, 김순례, 김정재, 김종석, 박명재, 백승주, 오신환, 원유철, 유의동, 이만희, 이완영, 이우현, 이종명, 이철우, 장석춘, 정유섭, 조훈현, 정준길, 지상욱, 최경환, 최교일, 홍철호)에 달한다.
그러나 국정농단 사태가 벌어지면서 5대과제의 이행은 하나도 되지 않았다. 공약 후 1년이 다되어 세비반납 공약이 논란이 되자 자유한국당 의원들은 이날 보도자료를 통해 "20대 총선에서 당선된 자유한국당 의원은 지난 1년간 5대 개혁과제 법안을 발의함으로써 계약 내용을 이행했다”고 말하였다.
그런데 이중 노동개혁을 위한 고용정책기본법 개정안은 마감 시한인 31일 전날 오전 발의됐되었으며 이들이 앞서 발의한 5개 법안은 이행이 된것이 하나도 없이 모두 해당 상임위에 계류 중인 상태다. 이를 두고 '법안 통과가 되지 않았는데 개혁 과제를 이행했다고 볼 수 있는가', 또 '세비 반납을 피하기 위해 졸속 발의한 것 아닌가' 등의 비판이 일고 있으며 약속했던 세비 반납의 조건이 '과제 이행' 여부였다는 점에서 법안 발의만으로는 약속을 이행했다고 할 수 있는지에 대해서는 논란이 되고 있다.

### 자유한국당 공청회 5.18 망언 논란
2019년 2월 8일 자유한국당 공청회에서 그는 "지만원 박사가 당시 사진에 찍힌 수백명의 사람들을 북괴군과 연결했는데 (사실이 아니라면) 왜 나라고 얘기하는 사람이, 우리가족이라고 얘기하는 사람이 없느냐?"며 "1980년 당시 5·18 사태는 폭동이라고 했는데 시간이 지나면서 민주화운동으로 변질되고 있다."고 말했다. 그는 "정치적으로 이용하는 세력에 의해 폭동이 민주화운동이 된 것"이라며 "이제 40년이 지났는데 한 번 뒤집을 수 있을 때가 된 것이 아니냐. 첨단과학장비를 동원해 논리적으로 북한군이 개입한 폭동이었다는 것을 밝혀내야 한다."고 주장했다.
이 때문에 자유한국당 윤리위에서 제명결정을 받았으나 의원총회 최종결의가 있기전까지는 당적이 유지되었다. 의원총회를 열어봐야 제명에 반대하는 의원이 상당수라 부결될 것으로 보여, 자유한국당은 의원총회를 열지 않았다.
이후 1년뒤 자유한국당이 위성정당을 창당하면서, 이종명 의원이 미래한국당에 가는 조건으로 제명을 통해 이적시키기로 결정되어 뒤늦게 열린 의원총회에서 일단은 윤리위 제명 결정에 따른 의원총회를 통한 제명이 확정됐다.

### 지뢰 폭발 사건의 전말
인수인계를 위해 DMZ에서 수색 작전을 지휘하던 중 후임 중령이 지뢰를 밟아 부상하게 되자 주위 부하들에게 추가 폭발이 염려되어 "위험하니 들어오지 말라. 내가 들어가겠다"고 명령하고 구출 작전을 폈다. 그러나 그 자신도 지뢰를 밟아 두 다리가 모두 절단되게 되었는데, 그럼에도 불구하고 이미 부상당해 쓰러져 있던 부하를 끌어 안고 포복하여 위험지대를 벗어나와 두 사람 모두 목숨을 구하게 되었다. 이후 그는 '살신성인'의 표상이자 모범적인 리더십을 발휘한 장교로 높이 칭송받았다.

## 역대 선거 결과
| 실시년도 | 선거   | 대수 | 직책     | 선거구   | 정당     | 득표수       | 득표율          | 순위         | 당락 | 비고 |
| -------- | ------ | ---- | -------- | -------- | -------- | ------------ | --------------- | ------------ | ---- | ---- |
| 2016년   | 총선   | 20대 | 국회의원 | 비례대표 | 새누리당 | 7,960,272 표 | \| \| 33.50% \| | 비례대표 2번 |      | 초선 |
|          | 33.50% |      |          |          |          |              |                 |              |      |      |

## 같이 보기
- 대한민국 제20대 국회의원 선거 새누리당 후보 목록#비례대표